# Siebelskamp
Siebelskamp ist ein aus einer Hofschaft hervorgegangener Wohnplatz in der bergischen Großstadt Solingen. Die ursprüngliche Hofschaft lag an der nach dem Ort benannten Kamper Straße im Stadtteil Ohligs.:57f. Siebelskamp ist Ende des 19. Jahrhunderts vollständig in der geschlossenen Bebauung des sogenannten Ohligser Oberlandes (= dem Gebiet östlich der Bahnstrecke) aufgegangen, der Ortsname ist nicht mehr gebräuchlich.

## Lage und Beschreibung
Siebelskamp lag ursprünglich zwischen der Kamper und der Mankhauser Straße unmittelbar angrenzend an das dortige Rahaus Ohligs sowie das Amtsgericht Ohligs und das evangelische Gemeindehaus Ohligs. Einzelne verschieferte Fachwerkhäuser sind an der Kamper Straße noch vorhanden. Südwestlich befindet sich das Gebäude der Agentur für Arbeit. Ansonsten ist die Gegend um Siebelskamp heute ein Wohnviertel. Benachbarte Orte sind bzw. waren (von Nord nach West): Wahnenkamp, Poschheide, Anker, Oben- und Untenmankhaus, Hülsen, Scharrenberg, Scharrenbergerheide, Nassenweg, Bockstiege, Hüttenhaus und Suppenheide.

## Geschichte
Im Jahre 1715 ist der Ort in der Karte Topographia Ducatus Montani, Blatt Amt Solingen, von Erich Philipp Ploennies mit einer Hofstelle verzeichnet und bereits als Siebelskamp benannt. Der Ort lag in der Nähe der Höhenrückenstraße, die Ohligs über Hüttenhaus und Wahnenkamp mit Merscheid, Mangenberg und Solingen verband und die zu Beginn des 19. Jahrhunderts noch ein einfacher unvollkommen unterhaltener Kommunalweg war. Aus der Straße entwickelte sich im 19. Jahrhundert die Merscheider Bezirksstraße, die heutige Merscheider Straße. Nach dem Bau des Bahnhofes bei Hüttenhaus 1867 wurde der Verkehr allerdings über eine neue Brücke an der Scharrenbergerheide geführt, die heutige Berliner Brücke, vorbei an der Hofschaft Siebelskamp. Ab dem Jahr 1808 gehörte Siebelskamp zur Honschaft Merscheid. Die Topographische Aufnahme der Rheinlande von 1824 verzeichnet den Ort als Siebelskamp, die Preußische Uraufnahme von 1844 verzeichnet ihn zusammen mit dem nördlich gelegenen Ort Wahnenkamp als Wahnenkamp. In der Topographischen Karte des Regierungsbezirks Düsseldorf von 1871 sind beide Orte unbenannt verzeichnet.
Nach Gründung der Mairien und späteren Bürgermeistereien Anfang des 19. Jahrhunderts gehörte Siebelskamp zur Bürgermeisterei Merscheid, die 1856 zur Stadt erhoben und im Jahre 1891 in Ohligs umbenannt wurde. 
1815/16 lebten 23, im Jahr 1830 27 Menschen im als Weiler bezeichneten Wohnplatz. 1832 war der Ort weiterhin Teil der Honschaft Merscheid innerhalb der Bürgermeisterei Merscheid, dort lag er in der Flur VII. Mankhaus. Der nach der Statistik und Topographie des Regierungsbezirks Düsseldorf als Hofstadt kategorisierte Ort besaß zu dieser Zeit drei Wohnhäuser und drei landwirtschaftliche Gebäude. Zu dieser Zeit lebten 20 Einwohner im Ort, davon zwei katholischen und 18 evangelischen Bekenntnisses. Die Gemeinde- und Gutbezirksstatistik der Rheinprovinz führt den Ort 1871 mit sieben Wohnhäuser und 37 Einwohnern auf.
Bereits in der Preußischen Neuaufnahme von 1893 hatte der Ort seine solitäre Lage eingebüßt und war in der geschlossenen Bebauung des Ohligser Oberlandes vollständig aufgegangen. Eine Ortsbezeichnung ist in der Karte nicht mehr verzeichnet. Im Jahre 1891 wurde nahe Siebelskamp das neue Rathaus der Stadt Ohligs eröffnet. Die ursprüngliche Zielsetzung der Ohligser Stadtverordneten, dort einen neuen Mittelpunkt ihrer Stadt zu etablieren, schlug jedoch fehl. Das Gebiet rund um Wahnenkamp entwickelte sich zum gründerzeitlichen Wohngebiet. Mittelpunkt der Stadt blieb die westlich des Bahnhofes gelegene Düsseldorfer Straße.

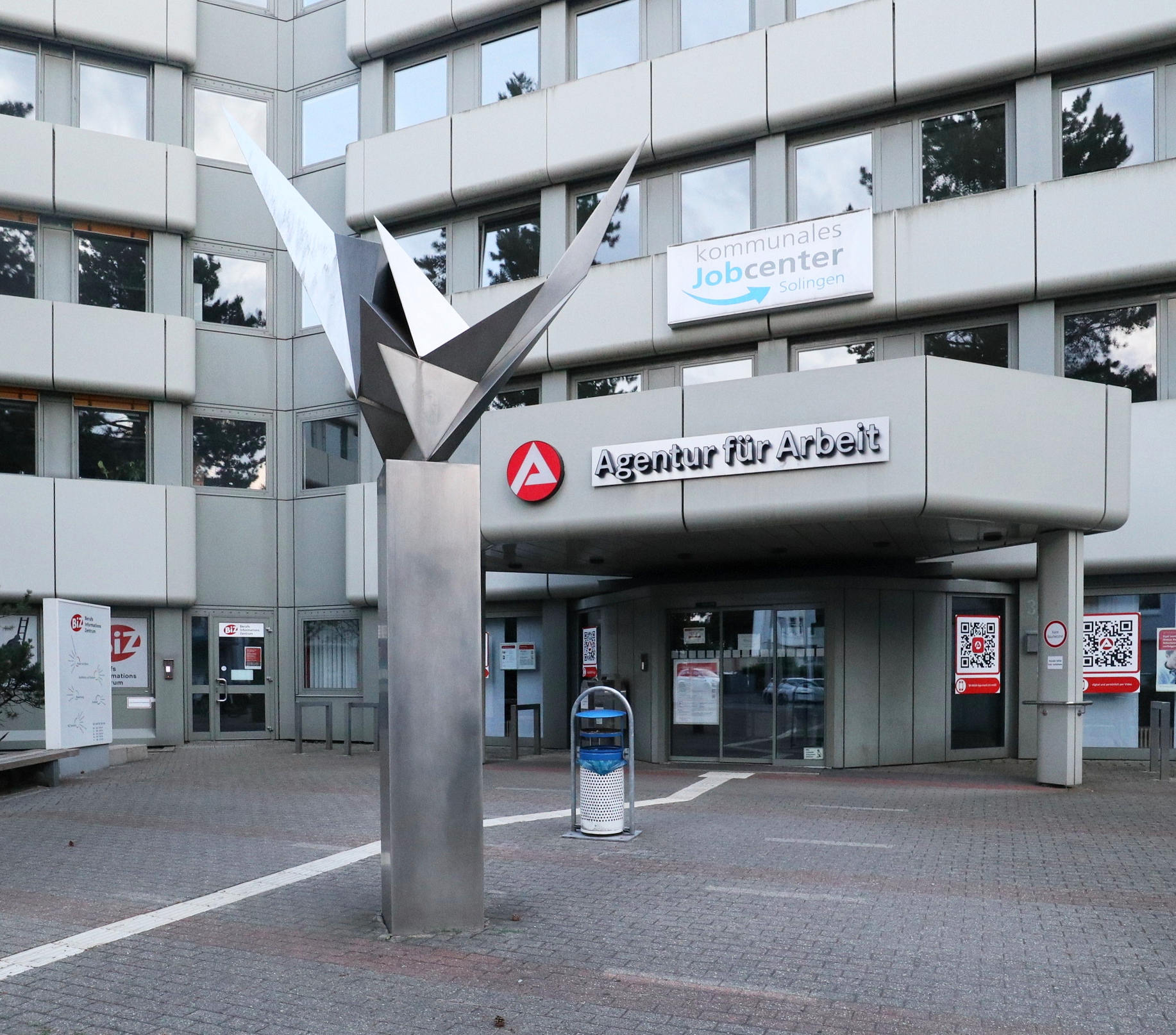
Agentur für Arbeit Solingen, 1988 eröffnet

Im Jahre 1929 wurde Siebelskamp durch die Städtevereinigung mit Solingen ein Teil der neuen Großstadt Solingen. Am 5. März 1988 wurde an der Kamper Straße der Neubau des Arbeitsamtes bezogen. Das vormals genutzte Gebäude am Wasserturm wurde aufgegeben. Heute ist in dem Gebäude neben der Agentur für Arbeit Solingen-Wuppertal auch das kommunale Jobcenter der Stadt Solingen untergebracht. Die heute noch vorhandenen verschieferten Fachwerkhäuser, verbliebene Zeugnisse der einstigen Hofschaft Siebelskamp, sind zur Kamper Straße nummeriert. Die Ortsbezeichnung Siebelskamp ist nicht mehr im Stadtplan verzeichnet und auch nicht mehr gebräuchlich.